# Natolin (województwo łódzkie)
Natolin – wieś w Polsce położona w województwie łódzkim, w powiecie łódzkim wschodnim, w gminie Nowosolna.
W latach 1975–1998 miejscowość położona była w ówczesnym województwie łódzkim.
Część wsi leży na terenie Parku Krajobrazowego Wzniesień Łódzkich.
Przez wieś przebiega droga krajowa nr 72.
Miejscowość włączona jest do sieci komunikacji autobusowej MPK Łódź: linia 53B.